# Šlovrenc
Šlovrenc – wieś w Słowenii, w gminie Brda. W 2018 roku liczyła 105 mieszkańców.